# Sida repens
Sida repens är en malvaväxtart som beskrevs av Joseph Dombey och Antonio José Cavanilles. Sida repens ingår i släktet sammetsmalvor, och familjen malvaväxter. Inga underarter finns listade i Catalogue of Life.